# Attractiepark Đầm Sen
Attractiepark Đầm Sen is een attractiepark in de Vietnamese gemeente Ho Chi Minhstad. Het park ligt in Quận 11, een van de districten van de gemeente. Het park heeft een oppervlakte van 50 hectare waarvan 20% bestaat uit water / meren.
Het park bestaat uit diverse attracties zoals verschillende theaters, achtbanen, botsauto's, reuzenrad en een aquapark. Uniek in Vietnam is de 2 km lange monorail die de bezoekers op 5 meter hoogte uitzicht over het park geeft. Ook speciaal is het Romeinse plein, met klassieke Romeinse zuilen en beelden en een watershowtheater met 3.000 zitplaatsen. Dit watertheater is gebouwd in 2005 en heeft diverse fonteinen en lasershows. Beelden worden geprojecteerd op een 28 meter hoog waterscherm. De techniek hiervoor is dezelfde als gebruikt in Sentosa in Singapore. Dam Sen Cultureel Park is elke dag geopend van 9:00 a.m. tot 5:00 p.m.
De tropische tuin heeft meer dan 70 soorten vogels en 20 andere diersoorten. De 22 meter hoge bergtuin heeft meerdere watervallen en grotten. Ook is er een aquarium.

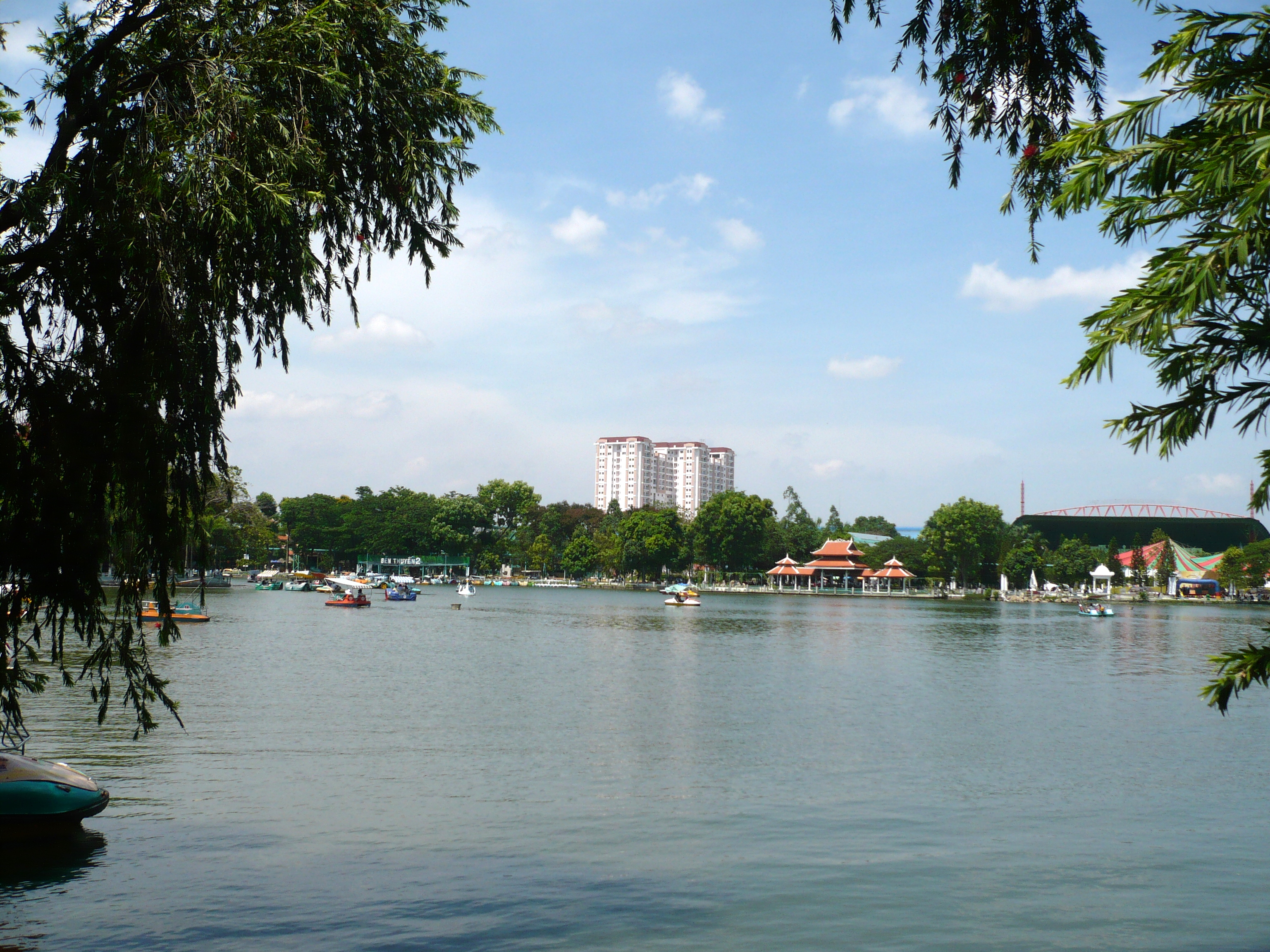
Meer in het park
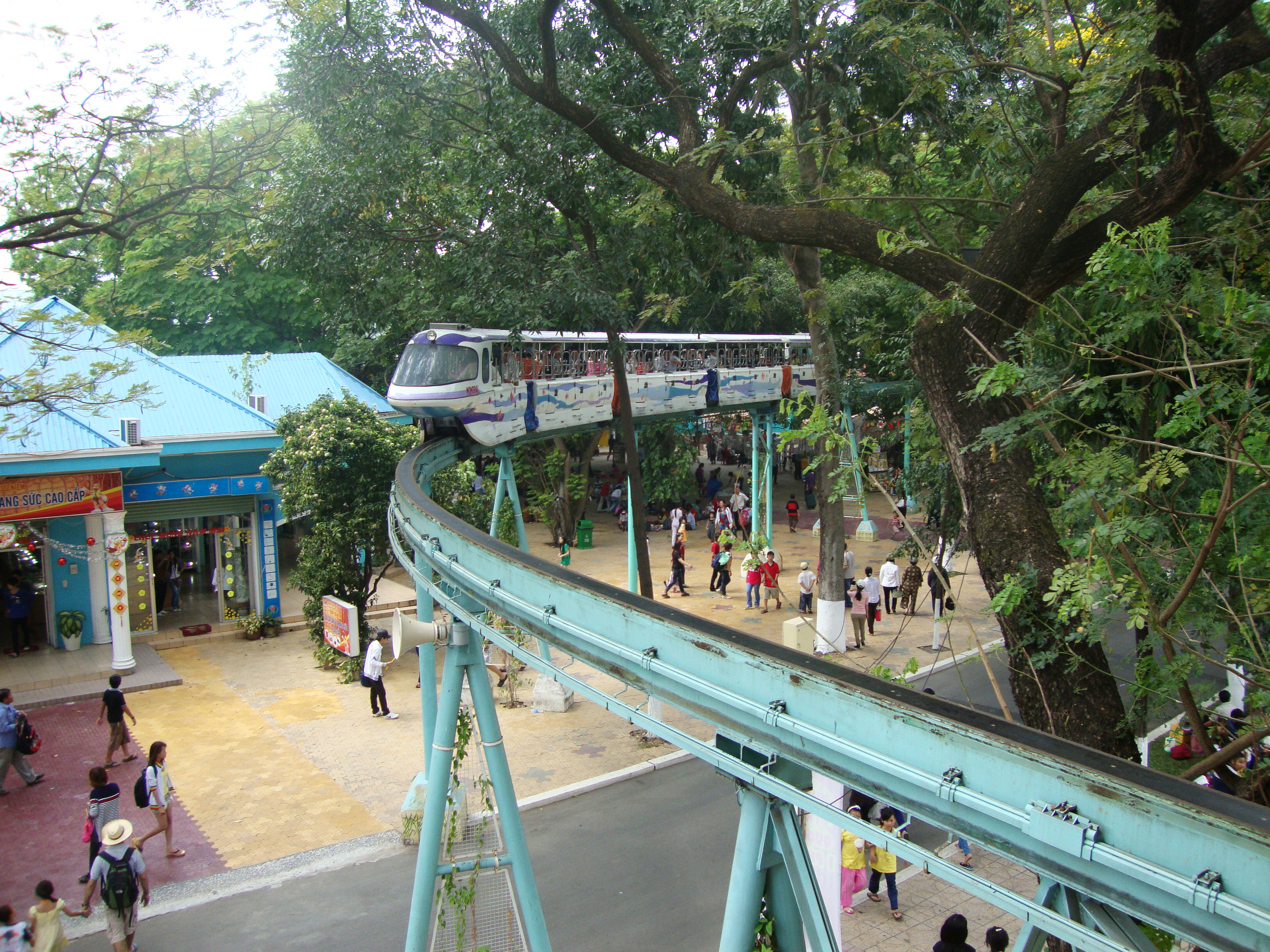
De monorail
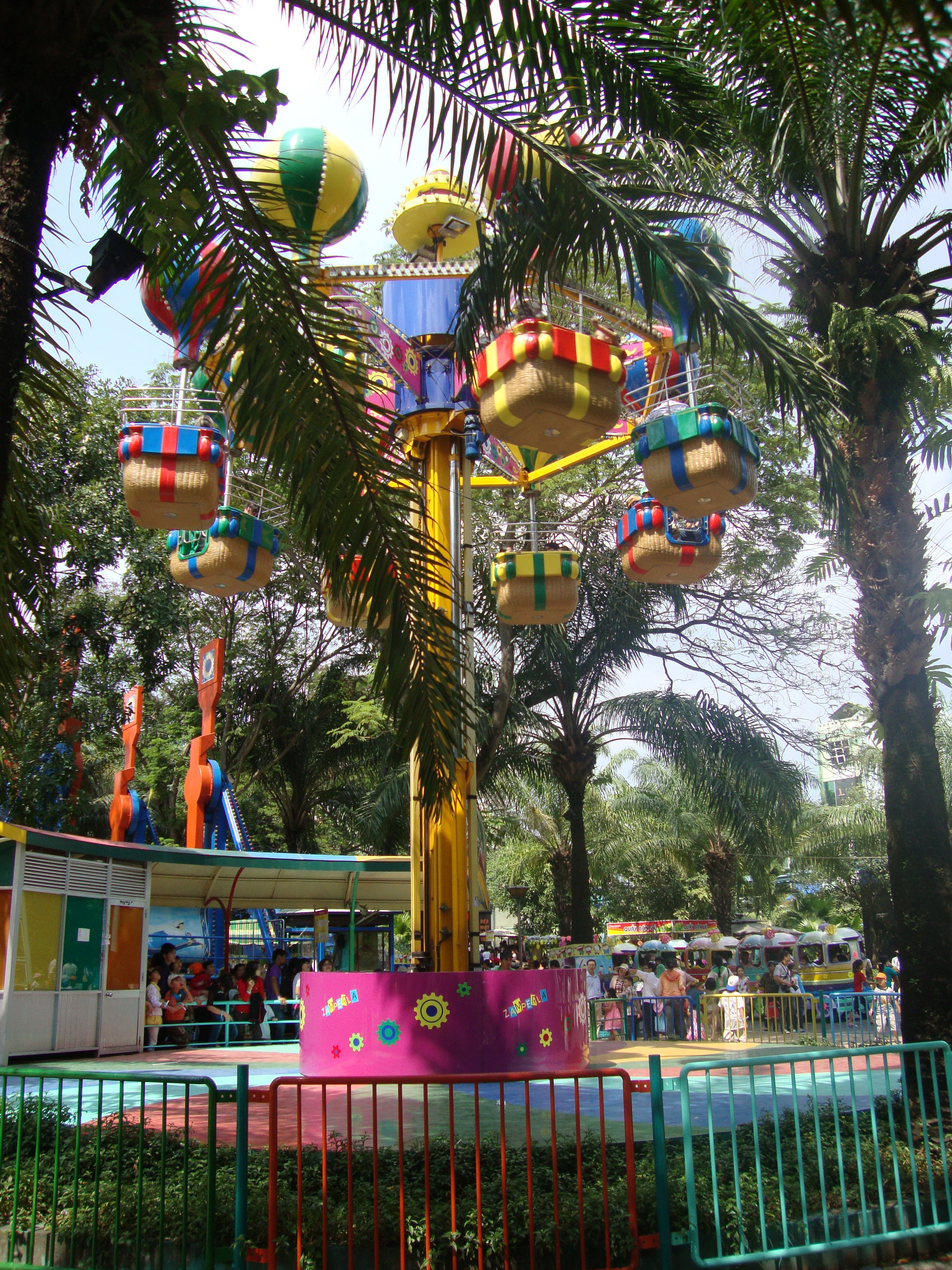
Een van de attracties
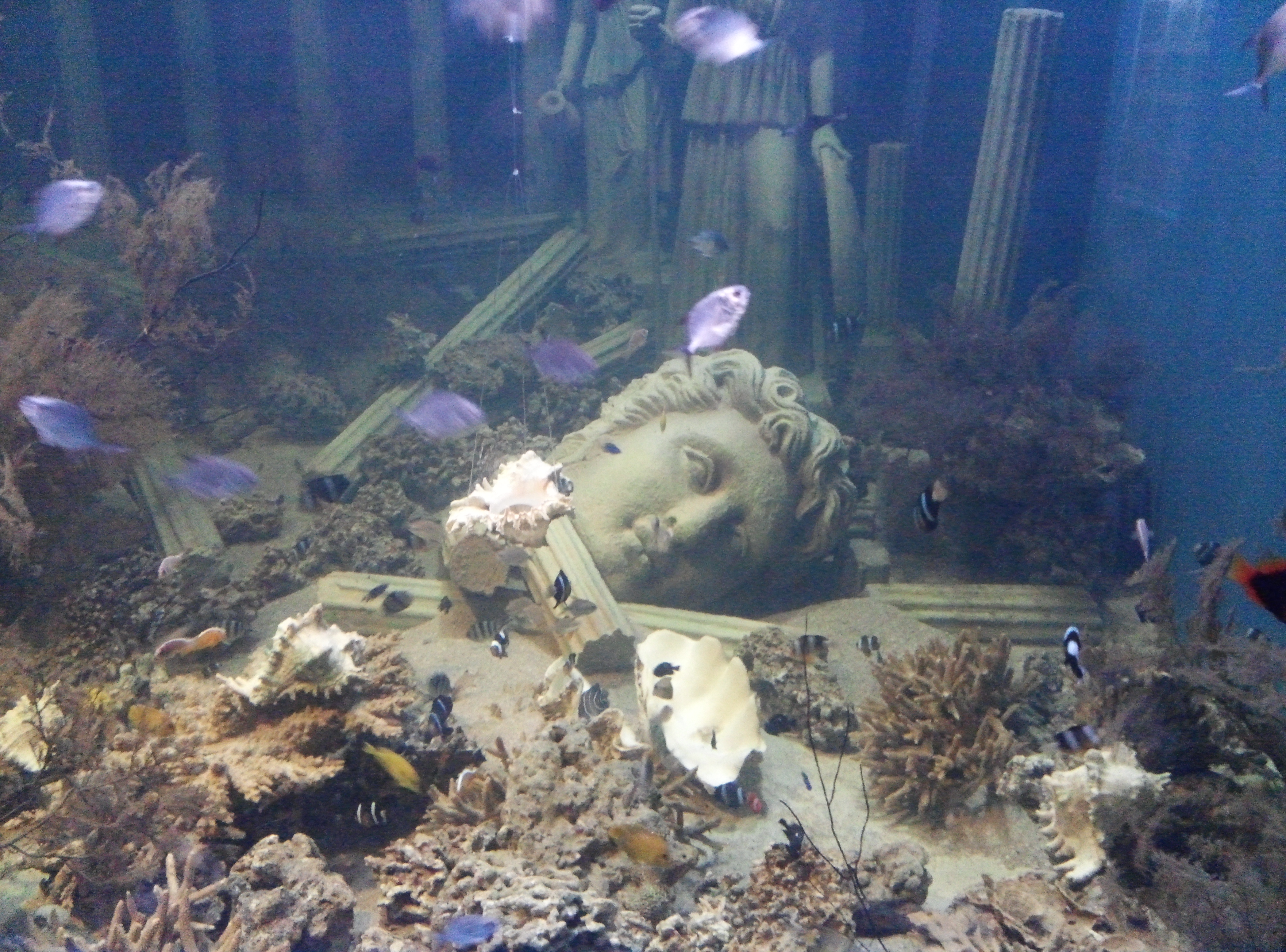
"Atlantis" aquarium